# Pristimantis lucasi
Espèce
Statut de conservation UICN

 LC  : Préoccupation mineure
Pristimantis lucasi est une espèce d'amphibiens de la famille des Craugastoridae.

## Répartition
Cette espèce est endémique de la province d'Oxapampa dans la région de Pasco au Pérou. Elle se rencontre dans les environs d'Oxapampa entre 2 790 et 3 000 m d'altitude dans la cordillère Orientale.

## Description
Les mâles mesurent de 15,5 à 19,1 mm et les femelles de 20,9 à 23,3 mm.

## Étymologie
Cette espèce est nommée en l'honneur de Lucas Northwood.

## Publication originale
- Duellman & Chaparro, 2008 : Two distinctive new species of Pristimantis (Anura: Strabomantidae) from the Cordillera Oriental with a distributional synopsis of strabomantids in Central Peru. Zootaxa, no 1918, p. 13-25.